# Tetracoccus
Tetracoccus là một chi thực vật có hoa trong họ Picrodendraceae.

## Hình ảnh

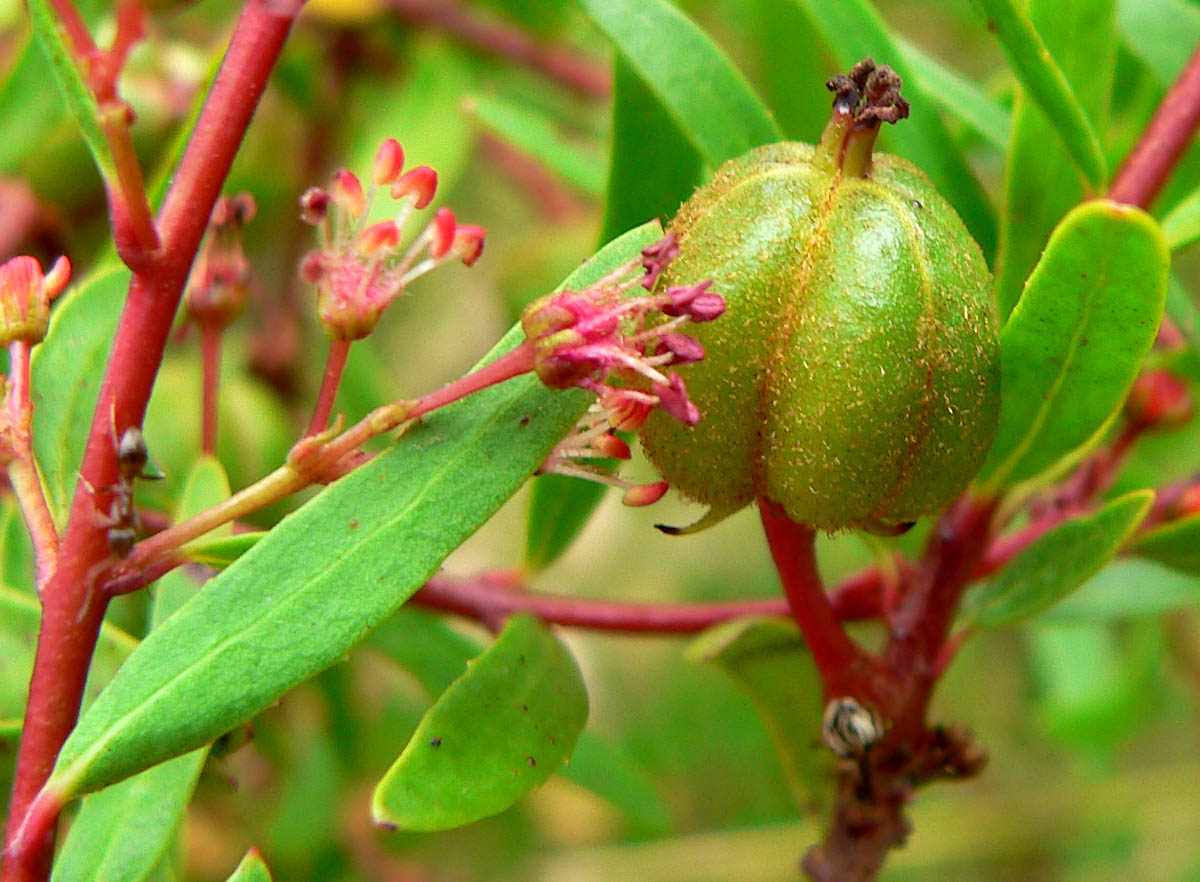
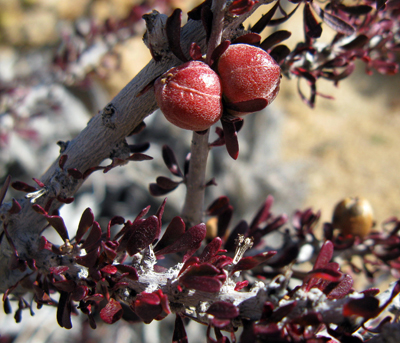

## Loài
Chi Tetracoccus gồm các loài: